# Entzia
Entzia es un género de foraminífero bentónico de la subfamilia Jadammininae, de la familia Trochamminidae, de la superfamilia Trochamminoidea, del suborden Trochamminina, y del orden Trochamminida. Su especie tipo es Entzia tetrastomella. Su rango cronoestratigráfico abarca el Holoceno.

## Discusión
Clasificaciones previas incluían Entzia en el suborden Textulariina del orden Textulariida. Otras clasificaciones lo han incluido en el orden Lituolida.

## Clasificación
Entzia incluye a las siguientes especies:
- Entzia macrescens
- Entzia polystoma

Otra especie considerada en Entzia es:
- Entzia tetrastomella, considerado sinónimo posterior de Entzia macrescens